# ديف غريغوري
ديف غريغوري (بالإنجليزية: Dave Gregory)‏ هو عازف قيثارة بريطاني، ولد في 21 سبتمبر 1952 في سويندون في المملكة المتحدة.

## وصلات خارجية
- ديف غريغوري على موقع ميوزك برينز (الإنجليزية)
- ديف غريغوري على موقع أول ميوزيك (الإنجليزية)
- ديف غريغوري على موقع ديسكوغز (الإنجليزية)